# 恰季爾利克河
恰季爾利克河（俄语：Чатырлык），是俄羅斯或烏克蘭的河流，位於克里米亞自治共和國，河口處在克拉斯諾彼列科普斯克附近，河道全長106公里，流域面積1,593平方公里。